# Giovanni Battista Averara
Giovanni Battista Averara  (né en 1508  à Bergame en Lombardie, mort le 10 novembre 1548 dans cette même ville est un peintre italien de la  Renaissance actif au XVIe siècle.

## Biographie
Giovanni Battista Averara  est un peintre italien de la Renaissance. On sait peu de choses de ce peintre de paysages, mort jeune à la suite d'une morsure de chien. Il a peint dans le style du Titien.

## Sources
- (en) Cet article est partiellement ou en totalité issu de l’article de Wikipédia en anglais intitulé « Giovanni Battista Averara » (voir la liste des auteurs).